# San Luis Tehuiloyocan
Es una población del estado mexicano de Puebla, es junta auxiliar del municipio de San Andrés Cholula.es un pueblo

## Localización
Se localiza en dirección al Oeste a 5 kilómetros de la cabecera municipal de San Andrés Cholula.

## La actividad preponderante
La agropecuaria, siendo los principales cultivos el maíz, el frijol y legumbres, además se crían aves de corral, puercos y vacas.

## Toponimia
Tehuiloyocan significa tierra de piedra hermosa.

## Clima
Se ubica dentro de la zona de los climas templados del valle de Puebla: Clima templado subhúmedo con lluvias en verano. Tiene un clima promedio anual entre los 20° y 24°, en el mes de diciembre llega a medir entre los 9 y 13° suele ser el mes más frío del año y el clima más caluroso se da en el mes de mayo llegando a medir 28° y 32°. Las lluvias se presentan entre los meses de mayo a octubre.

## Barrios
Existen tres barrios en la localidad: Barrio de Santo Ecce Homo, Barrio de Jesús y Barrio de Santo Entierro.

## Educación
Cuenta con dos Jardín de niños, una primaria con dos turnos (matutino y vespertino), una secundaria y un bachillerato.

## Festividades
La fiesta patronal se celebra el día 19 de agosto a San Luis Obispo de Tolosa.
Cada barrio tiene su propia festividad. Barrio Santo Ecce Homo se celebra el tercer domingo del mes de julio, barrio de Jesús el día 6 de agosto y el barrio de Santo Entierro el día 1 de julio.
El día 11 de agosto es también una de las fechas más importantes, ya que ese día la Santísima Virgen de los Remedios visita al pueblo. 
Fiscales, empleados, apóstoles y gente de la misma comunidad, desde muy temprano van al templo de la Virgen para acompañar a la virgen durante su trayecto a la comunidad de San Luis Tehuiloyocan, llegando a la entrada principal, hay una misa a su honor dando gracias por otro año más de su visita en una pequeña capilla llamada “la lomita”, terminando dicha celebración eucarística, empieza la procesión en toda la calle principal donde en cada tramo hay alfombras de aserrín con muchos diseños, arcos florales o artificiales, juegos pirotécnicos y música en vivo recibiéndola con las mañanitas y teniendo una breve oración. Son nueve estaciones hasta llegar a la Parroquia donde la reciben nuevamente con otra Santa Misa.
Esta celebración se lleva a cabo desde el año de 1952.